# بلال محمد (مؤلف)
بلال محمد (بالبنغالية: বেলাল মোহাম্মদ) (و. 1936 – 2013 م) هو مؤلف، وكاتب من بنغلاديش، والراج البريطاني، وباكستان، توفي في دكا، عن عمر يناهز 77 عاماً.

## جوائز
حصل على جوائز منها:
- نيشان الفنون والآداب من رتبة قائد (17 يناير 2013)[4]
- جائزة المنافسة العامة  [لغات أخرى]‏ (1946)